# Victoria taminata
Victoria taminata är en fjärilsart som beskrevs av Claude Herbulot 1982. Victoria taminata ingår i släktet Victoria och familjen mätare. Inga underarter finns listade i Catalogue of Life.